# Секей, Янош (епископ)
Янош Секей (венг. Székely János, род. 6 ноября 1964 года, Венгрия) — венгерский прелат. Титулярный епископ Фебианы и вспомогательный епископ архиепархии Эстергома-Будапешта с 14 ноября 2007 по 18 июня 2017. епископ Сомбатхея с 20 июня 2017. Крестница: Генриет Сет Ф. (~Генриетта Файчак).